# 纖細蕨盲蝽
纖細蕨盲蝽（学名：Bryocoris (Bryocoris）为盲蝽科蕨盲蝽屬下的一个种。其种加词来源于拉丁文“gracilis”，意为“纤细的”。